# Constantin Gâlcă
Constantin „Costel” Gâlcă (n. 8 martie 1972, București, România) este un fotbalist român retras din activitate, care a jucat pe post de mijlocaș la echipe ca Steaua București, Espanyol și Almería. Pe plan internațional, are prezențe la națională pentru România. După încheierea carierei, a devenit antrenor, și antrenează în prezent pe FC Rapid București.
Constantin Gâlcă a jucat pentru Echipa națională de fotbal a României la Campionatul Mondial de Fotbal 1994. În martie 2008 a fost decorat cu Ordinul „Meritul Sportiv” clasa a III-a, pentru rezultatele obținute la turneele finale din perioada 1990-2000 și pentru întreaga activitate.
În 2009 și-a început cariera de antrenor la echipa de liga a patra spaniolă UD Almería B.

## Cariera de jucător
Gâlcă a început să joace fotbal la formația din orașul său natal Progresul București, în sezonul 1988-1989. Aceasta evolua pe atunci în Divizia C, iar șansa i-a surâs lui Costel Gâlcă în următorul an, când a ajuns la formația de primă ligă FC Argeș și a debutat la echipa națională de tineret la vârsta de 18 ani.
Fiind un fotbalist talentat, a fost considerat un tânăr promițător în România, iar CSA Steaua București a reușit să îl cumpere după doar un an și jumătate petrecut la Pitești. Primul său sezon la Steaua a fost excelent: 26 de meciuri jucate și 5 goluri marcate, excelent pentru un fotbalist mai degrabă defensiv.
În 1993, la vârsta de 21 de ani, Gâlcă debuta la echipa națională de fotbal a României, într-o victorie împotriva Israelului, scor 1-0. A ajutat echipa națională să se califice la Campionatul Mondial de Fotbal 1994, Anghel Iordănescu convocându-l pe tânărul mijlocaș și la turneul final.
Gâlcă nu a jucat în primele două meciuri de la Mondialul american (împotriva Columbiei, 3-1, și Elveției, 1-4) debutând în meciul decisiv pentru calificarea în optimi, jucat de români împotriva țării gazdă, SUA. România s-a calificat grație golului lui Dan Petrescu, iar Gâlcă a mai evoluat și în meciurile cu Argentina (3-2) și cu Suedia (înfrângere pentru „tricolori” la lovituri de departajare).
În 1996, imediat după ce a evoluat la Campionatul European din 1996 (bifând două prezențe, în meciurile cu Bulgaria și Spania, și ratând meciul cu Franța) Gâlcă a părăsit Steaua, după aproape 150 de partide disputate pentru aceasta în Divizia A și 24 de goluri marcate. El s-a transferat în Spania, la RCD Mallorca.
După un sezon excelent la Mallorca, în care a evoluat în aproape toate partidele din Primera Division, 34, marcând treisprezece goluri, datorită evoluțiilor bune, Gâlcă a ajuns la Espanyol Barcelona. Totodată, a continuat să joace la echipa națională a României, calificându-se la cel de-al treilea turneu final: Campionatul Mondial de Fotbal 1998.
Numărul 5 consacrat în echipa națională, Gâlcă a evoluat în toate minutele disputate de România la acest turneu final. Echipa națională a fost eliminată în optimi de către revelația turneului, Croația, unicul gol al meciului fiind marcat de Davor Šuker. În sezonul 1999-2000, Espanyol Barcelona a câștigat Cupa Spaniei, iar Gâlcă a fost unul din oamenii de bază ai acestei echipe.
Tot în 2000, Gâlcă a participat la cel de-al patrulea și ultimul turneu final al său, Euro 2000, Campionat European disputat în Belgia și Olanda. Din nou Gâlcă a jucat în toate cele patru partide ale României (împotriva Germaniei — 1-1, Portugaliei 0-1 și Angliei 3-2 în grupe și Italiei - 0-2 - în sferturile de finală).
Sezonul 2001-2002 a venit cu o schimbare în cariera lui Gâlcă, cel care a fost cedat de Espanyol la formația Villarreal CF. După un prim sezon excelent la „Submarinul Galben”, în care și-a ocupat un loc de titular în această formație, el s-a accidentat și și-a pierdut locul în primul unsprezece, iar pentru a juca a fost cedat, sub formă de împrumut, la Real Zaragoza, în Segunda Division.
La Zaragoza, Gâlcă s-a făcut din nou remarcat, contribuind decisiv la promovarea echipei în Primera Division. Totuși, el s-a întors la Villarreal CF, fiind pus pe liber de clubul de care aparținea. Șansa i-a surâs însă lui Gâlcă, el mai jucând trei ani la UD Almería, în Segunda Division, până în 2006. De la națională se retrăsese în 2005, după 68 de partide jucate sub "tricolor" și patru goluri marcate.

## Cariera de antrenor
Stabilit la Almería după perioada petrecută ca jucător în Spania, Gâlcă a început să antreneze la clubul din localitate, din sezonul 2009–10, începând cu echipa B a Almeriei în divizia a patra. El a fost demis pe 19 ianuarie 2010, după o serie de rezultate slabe.
Pe 20 august 2013, Gâlcă a fost numit antrenor principal al echipei României sub 17 ani. Și-a încheiat contractul în iunie 2014 și, tot în acea lună, a fost numit la campioana ligii, Steaua București, pe o contract de doi ani, înlocuindu-l pe Laurențiu Reghecampf. Sub conducerea sa, echipa a reușit dubla în primul și singurul său sezon la conducerea bucureștenilor.
Pe 14 decembrie 2015, Gâlcă a devenit antrenorul echipei Espanyol Barcelona. Primul său joc la conducere a avut loc în ziua următoare, o victorie cu 2–1 acasă împotriva Levante UD în Copa del Rey (3–2). În 27 mai anul următor, după ce i-a condus pe Periquitos pe locul 13, contractul său nu a fost reînnoit.
Gâlcă a fost angajat de Al-Taawoun FC din Liga Profesionistă Saudită la 19 octombrie 2016. Pentru sezonul următor, s-a mutat la Al-Fayha FC în aceeași ligă. După ce a câștigat o dată în nouă meciuri și cu clubul în zona retrogradării, a fost demis pe 7 noiembrie 2017.
Pe 6 martie 2019, Gâlcă a revenit în fotbalul european cu Vejle Boldklub, ultimul loc în Superliga daneză. Nu a reușit menținerea în Superligă, dar în sezonul următor, 2019-20, a încheiat pe primul loc în eșalonul secund, iar apoi și-a păstrat poziția în prima ligă. Gâlcă a demisionat în mai 2021 din cauza unor neînțelegeri cu consiliul de administrație.
Gâlcă a revenit în prima ligă saudită pe 10 decembrie 2021, alăturându-se lui Al-Hazem FC după demiterea lui Hélder. El a părăsit clubul de comun acord la 21 februarie 2022.
La 16 aprilie 2023, Gâlcă a fost numit antrenor principal al echipei poloneze Radomiak Radom, din Ekstraklasa. A fost demis de Radomiak în noiembrie 2023.
În aprilie 2024, Gâlcă s-a întors în România după nouă ani și a preluat conducerea echipei CS Universitatea Craiova.

## Goluri internaționale
| #  | Date               | Stadion                               | Oponent           | Scor | Rezultat | Competiția                                             |
| -- | ------------------ | ------------------------------------- | ----------------- | ---- | -------- | ------------------------------------------------------ |
| 1. | 24 aprilie 1996    | Stadionul Ghencea, București, România | Georgia           | 5–0  | 5–0      | Meci amical                                            |
| 2. | 31 august 1996     | Stadionul Ghencea, București, România | Lituania          | 3–0  | 3–0      | Calificările pentru Campionatul Mondial de Fotbal 1998 |
| 3. | 20 august 1997     | Stadionul Ghencea, București, România | Macedonia de Nord | 2–0  | 4–2      | Calificările pentru Campionatul Mondial de Fotbal 1998 |
| 4. | 10 septembrie 1997 | Stadionul Ghencea, București, Romania | Islanda           | 3–0  | 4–0      | Calificările pentru Campionatul Mondial de Fotbal 1998 |

## Statistici antrenorat
La 15 decembrie 2015.
| Echipa           | Început           | Sfârșit      | Rezultate | Rezultate | Rezultate | Rezultate | Rezultate | Rezultate | Rezultate | Rezultate |
| Echipa           | Început           | Sfârșit      | M         | V         | R         | Î         | GM        | GP        | GD        | Win %     |
| ---------------- | ----------------- | ------------ | --------- | --------- | --------- | --------- | --------- | --------- | --------- | --------- |
| România U-17     | 20 august 2013    | 2 iunie 2014 | 9         | 5         | 2         | 2         | 12        | 5         | +7        | 55,56     |
| Steaua București | 2 iunie 2014      | 1 iunie 2015 | 58        | 37        | 9         | 12        | 102       | 42        | +60       | 63,79     |
| RCD Espanyol     | 14 decembrie 2015 | Prezent      | 0         | 0         | 0         | 0         | 0         | 0         | +0        | —         |
| Total            | Total             | Total        | 67        | 42        | 11        | 14        | 114       | 47        | +67       | 62,69     |

## Palmares

### Ca jucător
- Divizia A: 1992-1993, 1993-1994, 1994-1995, 1995-1996
- Cupa României: 1995-1996
- Supercupa României: 1994, 1995
- Copa del Rey: 1999-2000

### Ca antrenor

#### FC Steaua București[11]
- Liga I: 2014–2015
- Cupa României: 2014-2015
- Cupa Ligii: 2014-2015
- Supercupa României
  - Finalist: 2014

#### Vejle
- Prima Divizie Daneză: 2019–20